# Seznam švedskih plavalcev
Seznam švedskih plavalcev.

## A
- Helena Åberg
- Therese Alshammar
- Pär Arvidsson
- Sofia Åstedt

## B
- Bengt Baron
- Eva Berglund
- Jesper Björk
- Åke Borg
- Arne Borg
- Hannah Brunzell

## C
- Christoffer Carlsen
- Mattias Carlsson
- Michelle Coleman

## E
- Oscar Ekström
- Vilma Ekström
- Isak Eliasson
- Jessica Eriksson

## F
- Emelie Fast
- Lars Frölander
- Karin Furuhed

## G
- Stina Gardell

## H
- Pontus Hanson
- Louise Hansson
- Sophie Hansson
- Thor Henning
- Gustav Hökfelt
- Anders Holmertz
- Mikael Holmertz
- Per Holmertz
- Joline Höstman

## I
- Emma Igelström

## J
- Per Johansson
- Victor Johansson
- Harald Julin
- Sara Junevik

## K
- Anna-Karin Kammerling
- Magdalena Kuras

## L
- Göran Larsson
- Gunnar Larsson
- Gustav Åberg Lejdström
- Thomas Lejdström
- Ida Lindborg
- Anders Lyrbring

## M
- Håkan Malmrot
- Julia Månsson

## N
- Stefan Nystrand
- Alexander Nyström

## O
- Mikael Örn
- Per-Olof Östrand

## P
- Adam Paulsson
- Erik Persson
- Axel Pettersson
- Anette Philipsson

## S
- Simon Sjödin
- Sarah Sjöström
- Johannes Skagius

## T
- Klara Thormalm
- Orvar Trolle

## W
- Christer Wallin
- Georg Werner
- Tommy Werner
- Hanna Westrin